# تامی لرن
تامی لَرِن (متولد ۱۱ اوت ۱۹۹۲) یک مجری برنامه‌های تلویزیونی زنده و مفسر سیاسی است. او در حال حاضر با نام «تامی» (Tomi) مجری برنامه TheBlaze است. او قبلاً مجری برنامه On Point در شبکهٔ خبر وان آمریکا نیز بوده‌است.

## اوایل زندگی
لرن در شهر رپید سیتی، داکوتای جنوبی در یک خانواده نظامی بزرگ شد. وی مقطع دبیرستان را در مدرسه سنترال گذراند و از دانشگاه نوادا در لاس وگاس در سال ۲۰۱۴ فارغ‌التحصیل شد. لارن همچنین مجری برنامه میزگرد سیاسی The Scramble در شبکه تلویزیونی UNLV بوده و در تهیه‌کنندگی آن همکاری کرده‌است.